# 美國瀑布

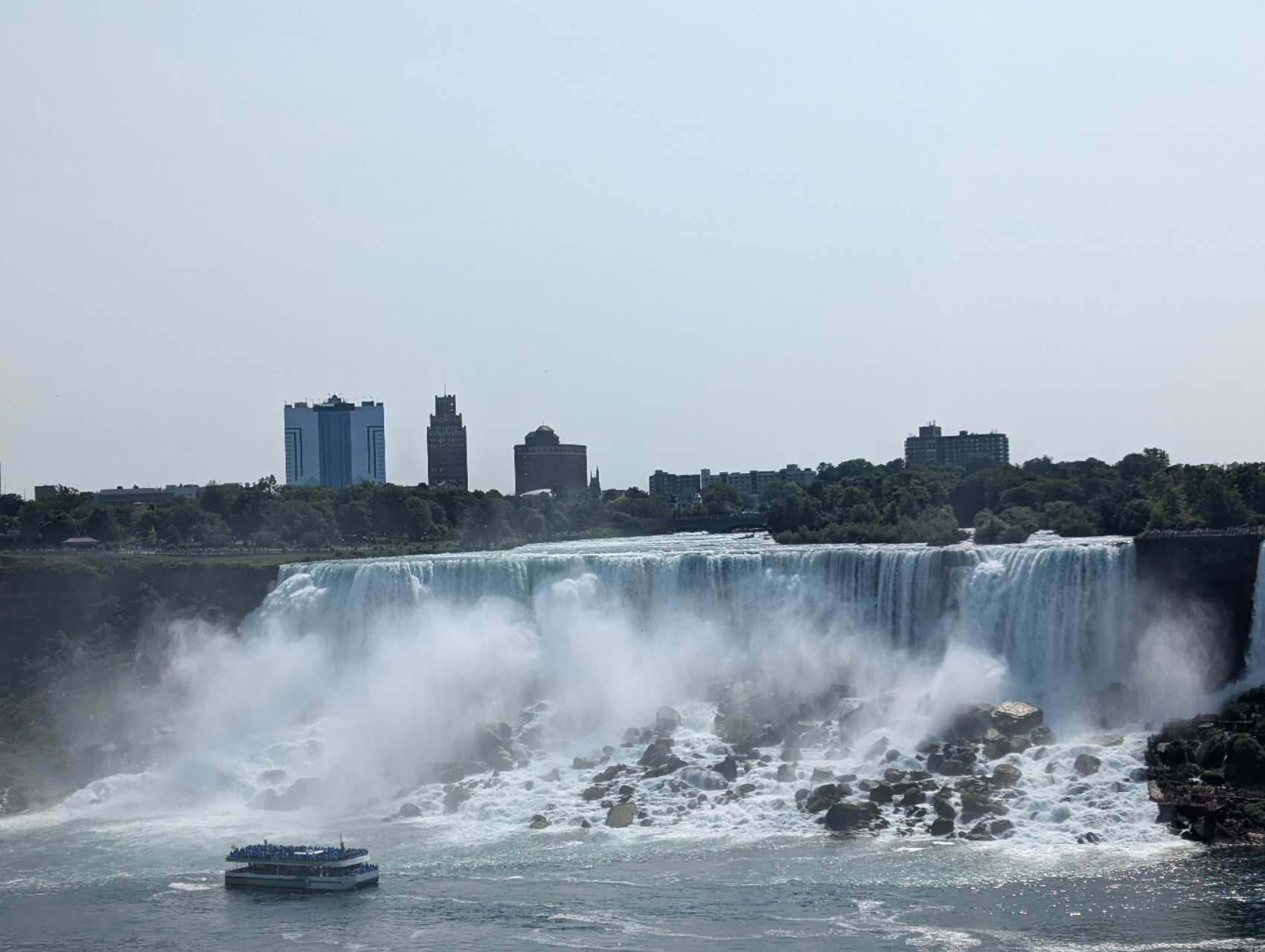
美国瀑布正面

美國瀑布（American Falls）是構成尼亞加拉瀑布的三座瀑布之一，位於美國紐約州尼亚加拉瀑布城。美國瀑布的水量佔尼亞加拉瀑布總水量的約一成。瀑布寬260米，落差為21至34米。